# Tasmanie JackJumpers
Maillots
Les Tasmanie JackJumpers sont un club australien de basket-ball basé à Hobart. Il s'agit du premier club à avoir remporté un titre d'affilée de la National Basketball League, le plus haut niveau en Australie,.